# إليوت شامبرلين
إليوت شامبرلين (بالإنجليزية: Elliott Chamberlain)‏ هو مدرب كرة قدم ولاعب كرة قدم بريطاني، ولد في 29 أبريل 1992 في أبرشية باجيت ‏ في المملكة المتحدة. شارك مع منتخب ويلز تحت 17 سنة لكرة القدم ومنتخب ويلز تحت 21 سنة لكرة القدم. أما مع النوادي، فقد لعب مع ستوكبورت كونتي وليستر سيتي ونادي إكزتر سيتي ونادي غلوستر سيتي.

## وصلات خارجية
- إليوت شامبرلين على موقع الاتحاد الأوربي (الإنجليزية)
- إليوت شامبرلين على موقع قاعدة بيانات كرة القدم.إي يو (الإنجليزية)
- إليوت شامبرلين على موقع Soccerbase.com (لاعب) (الإنجليزية)
- إليوت شامبرلين على موقع Soccerway.com (الإنجليزية)
- إليوت شامبرلين على موقع عالم كرة القدم.نت (الإنجليزية)